# Univers Poche
Univers Poche est le premier éditeur de livres au format poche en France.  Il regroupe sept éditeurs : Pocket, 10/18, Pocket Jeunesse, Fleuve éditions, 12-21, Kurokawa et Lizzie,. Il appartient au groupe d'édition français Editis et son PDG est Marie-Christine Conchon.